# Национальная лаборатория имени Лоуренса в Беркли
Национальная лаборатория им. Лоуренса в Беркли (англ. Ernest Orlando Lawrence Berkeley National Laboratory, Berkeley Lab, LBNL) — национальная лаборатория Министерства энергетики США в Беркли, штат Калифорния. Входит в структуру Калифорнийского университета. Ведёт несекретные исследования, в отличие от расположенной неподалёку Ливерморской национальной лаборатории им. Лоуренса, занятой, в частности, разработкой ядерного оружия.
Лаборатория находится на холмах Беркли-Хиллс выше центрального кампуса университета. В 72 зданиях лаборатории (их собственник — Министерство энергетики), расположенных на 0,8 км² (земля принадлежит университету), работают 4000 сотрудников университета, включая 800 студентов, и около двух десятков сотрудников министерства. Кроме того, ежегодно в лаборатории работает 3000 исследователей-визитёров.
Лаборатория была создана 26 августа 1931 года под названием «Радиационная лаборатория» (англ. Radiation Laboratory) в качестве подразделения физического факультета университета. Её основным инструментом был циклотрон, созданный Э. Лоуренсом, который получил за изобретение этого типа ускорителя Нобелевскую премию по физике 1939 года.

## Научные достижения
В лаборатории были открыты такие химические элементы, как астат, нептуний, плутоний, кюрий, америций, берклий, калифорний, эйнштейний, фермий, менделевий, нобелий, лоуренсий, дубний и сиборгий. Из них берклий и калифорний названы в честь места, где находится лаборатория, а лоуренсий и сиборгий в честь исследователей, работавших в LBNL. Лаборатория принимала участие также в открытии технеция. Здесь был открыт антипротон.
11 сотрудников лаборатории получили нобелевские премии.

## Директора лаборатории
- Michael Stewart Witherell[англ.] (2016– настоящее время)
- Павлос Аливизатос (2009–2016)
- Стивен Чу (2004–2008)
- Charles V. Shank[англ.] (1989–2004)
- David A. Shirley[англ.] (1980–1989)
- Эндрю Сесслер (1973–1980)
- Эдвин Маттисон Макмиллан (1958–1972)
- Эрнест Орландо Лоуренс (1931–1958)